# داسو میراژ ۲۰۰۰ان/۲۰۰۰دی
داسو میراژ ۲۰۰۰ان/۲۰۰۰دی (به انگلیسی: Dassault Mirage 2000N/2000D) یک هواگرد ساختِ کارخانهٔ داسو اویاسیون در کشور فرانسه است . نخستین استفاده‌کنندهٔ این هواپیما نیروی هوایی فرانسه بوده‌است. این هواگرد برای نخستین بار در ۳ فوریه ۱۹۸۶ میلادی مورد استفاده قرار گرفت.